# David Weiss (Trompeter)

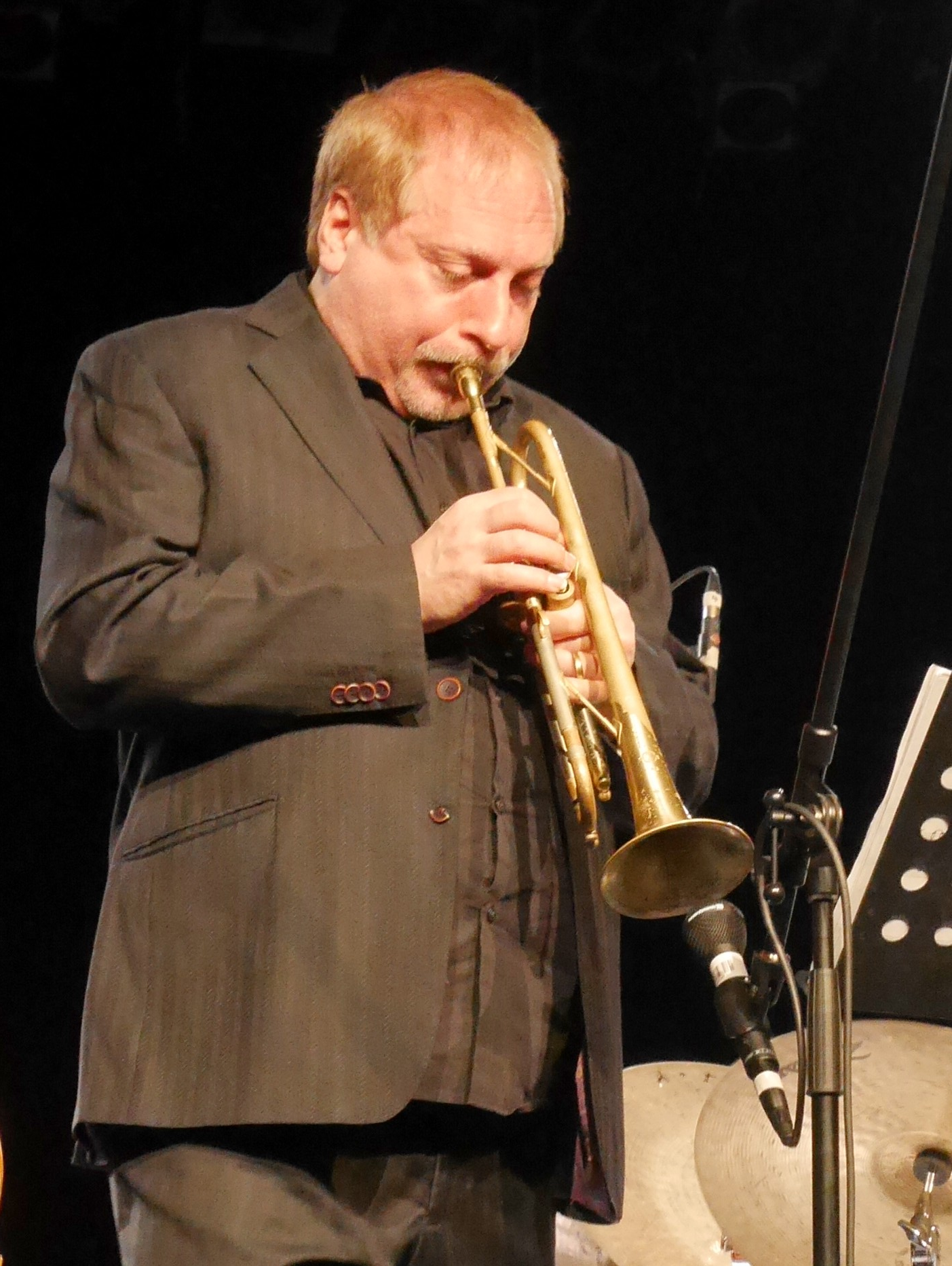
David Weiss (2016)

David Weiss (* 21. Oktober 1964 in New York City) ist ein amerikanischer Jazzmusiker (Trompete, Komposition, Arrangement), der auch das New Jazz Composers Octet gründete und leitete.

## Leben und Wirken
Weiss, der in Queens aufwuchs, begann im Alter von zehn Jahren klassischen Klavierunterricht zu nehmen. Mit 13 Jahren begann er Trompete zu spielen. Er wuchs mit Rockmusik auf und entdeckte den (britischen) Progressive Rock. Während der Highschool-Zeit begann er in einigen lokalen Rockbands Keyboard zu spielen (und für Effekte auch Trompete), und kurz bevor er das College verließ, spielte er in einer Band, aus der schließlich die Gruppe Material mit den späteren Produzenten Bill Laswell und Michael Beinhorn wurde. Während seiner Zeit auf dem College entdeckte Weiss den Free Jazz und konzentrierte sich auf die Trompete. Er hatte die Gelegenheit, mit Fred Frith, Chris Cutler und Henry Kaiser aufzutreten. Dann besuchte er in Woodstock (New York) das Creative Music Studio von Karl Berger, wo ihn George Lewis, Jimmy Giuffre, Wadada Leo Smith, Pauline Oliveros, Gerry Hemingway und John Zorn unterwiesen.
Weiss studierte Musik an der North Texas State University, wo er 1986 seinen Abschluss machte. Nach seiner Rückkehr nach New York trat er mit Jaki Byard, Frank Foster und Jimmy Heath auf. Er setzte seine Studien bei den Trompetern Tommy Turrentine und Bill Hardman fort und besuchte die Jazzklassen von Barry Harris. Schließlich leitete er eine After-Hours-Session für Harris und trat mit Musikern wie Stephen Scott, Winard Harper, Leon Parker und Sam Newsome auf, auch mit Justin Robinson, Rodney Kendrick, Roy Hargrove, Clifford Jordan, Mulgrew Miller oder Terence Blanchard.
1990 gründete Weiss eine Band mit dem Tenorsaxophonisten Craig Handy, zu der Benny Green, Stephen Scott oder Dave Kikoski am Klavier, Christian McBride am Bass und Billy Hart oder Jeff Tain Watts am Schlagzeug gehörten. Für das Album The Cosby Mysteries arrangierte er. In der Folge schrieb er Arrangements er für Künstler wie Abbey Lincoln, Freddie Hubbard und Rodney Kendrick, Phil Woods, Vincent Herring und Antonio Hart. Er arrangierte ein Album namens Haunted Melodies zu Ehren von Rahsaan Roland Kirk.
Weiss gründete das New Jazz Composers Octet, das Ben Ratliff in der New York Times als „den Klang des neuen Jazz-Mainstreams“ pries. Weiss’ Kompositionen auf dem zweiten Album des Oktetts brachten ihm Stipendien von Chamber Music America und Doris Duke ein. Das Oktett spielte auch zwei Alben mit Freddie Hubbard ein.
Weiss veröffentlichte 2002 sein erstes Album als Leader, Breathing Room, mit Craig Handy, Xavier Davis, Dwayne Burno, Marcus Strickland und E. J. Strickland; einige dieser Musiker waren am New Jazz Composers Octett beteiligt. Es erhielt gute Bewertungen vom Down Beat und Jazzwise. Weitere Alben folgten. 2006 gründete er sein Quintett Point of Departure, das die Musik der späten 1960er Jahre aufgreift.
Weiss gründete mit Billy Harper, Eddie Henderson, Donald Harrison, George Cables, Cecil McBee und Billy Hart auch The Cookers, die Kompositionen von Harper, Cables und McBee spielen, die Weiss für die Gruppe neu arrangiert hat. The Cookers haben vier CDs veröffentlicht und waren weltweit auf Tournee. Die zwölfköpfige Klein-Bigband Endangered Species widmet sich der Aufgabe, die Musik von Wayne Shorter zu interpretieren. Weiss betätigte sich auch als Produzent (Art Blakey & The Jazz Messengers: First Flight to Tokyo: The Lost 1961 Recordings, ed. 2021).

## Diskographische Hinweise
- Breathing Room (Fresh Sound, 2002)
- The Mirror (Fresh Sound, 2004)
- When Words Fail (Motéma, 2014)

mit The New Jazz Composers Octet
- First Steps into Realty (Fresh Sound, 1998)
- New Colors, (Hip Bop, 2001)
- Walkin' the Line (Fresh Sound, 2003)
- On the Real Side, (Times Square, 2008)
- The Turning Gate (Motéma, 2008)

mit Point of Departure
- Snuck In (Sunnyside, 2010)
- Snuck Out (Sunnyside, 2011)
- Venture Inward (rec. 2008; Posi-Tone, 2013)
- Wake Up Call (Ropeadope, 2017)

mit Endangered Species
- The Music of Wayne Shorter (Live at Dizzy's Club Coca-Cola) (2013)